# Jardin Catherine Labouré
Der Jardin Catherine Labouré ist eine Grünanlage im 7. Arrondissement von Paris.

## Lage und Namensursprung
Der Zugang befindet sich an der Rue de Babylone.
Sein Name erinnert an Catherine Labouré (1806–1876), eine junge Nonne, die im 19. Jahrhundert in der an den Garten angrenzenden Kapelle Marienerscheinungen hatte. Daher hat auch die angrenzende Kapelle ihren Namen, Chapelle Notre-Dame-de-la-Médaille-miraculeuse.

## Geschichte
Der Garten wurde auf Grund einer Übereinkunft von 1977 zwischen dem Maison des Filles de la charité und der Stadt Paris für die Öffentlichkeit geöffnet.
Versteckt hinter seinen hohen Mauern, wird der ehemalige Gemüsegarten der Nonnen von einer Laube beschattet, die mit Weinreben und zahlreichen Obstbäumen bepflanzt ist. Es gibt einen Gemüsegarten und einen Spielplatz für Kinder.

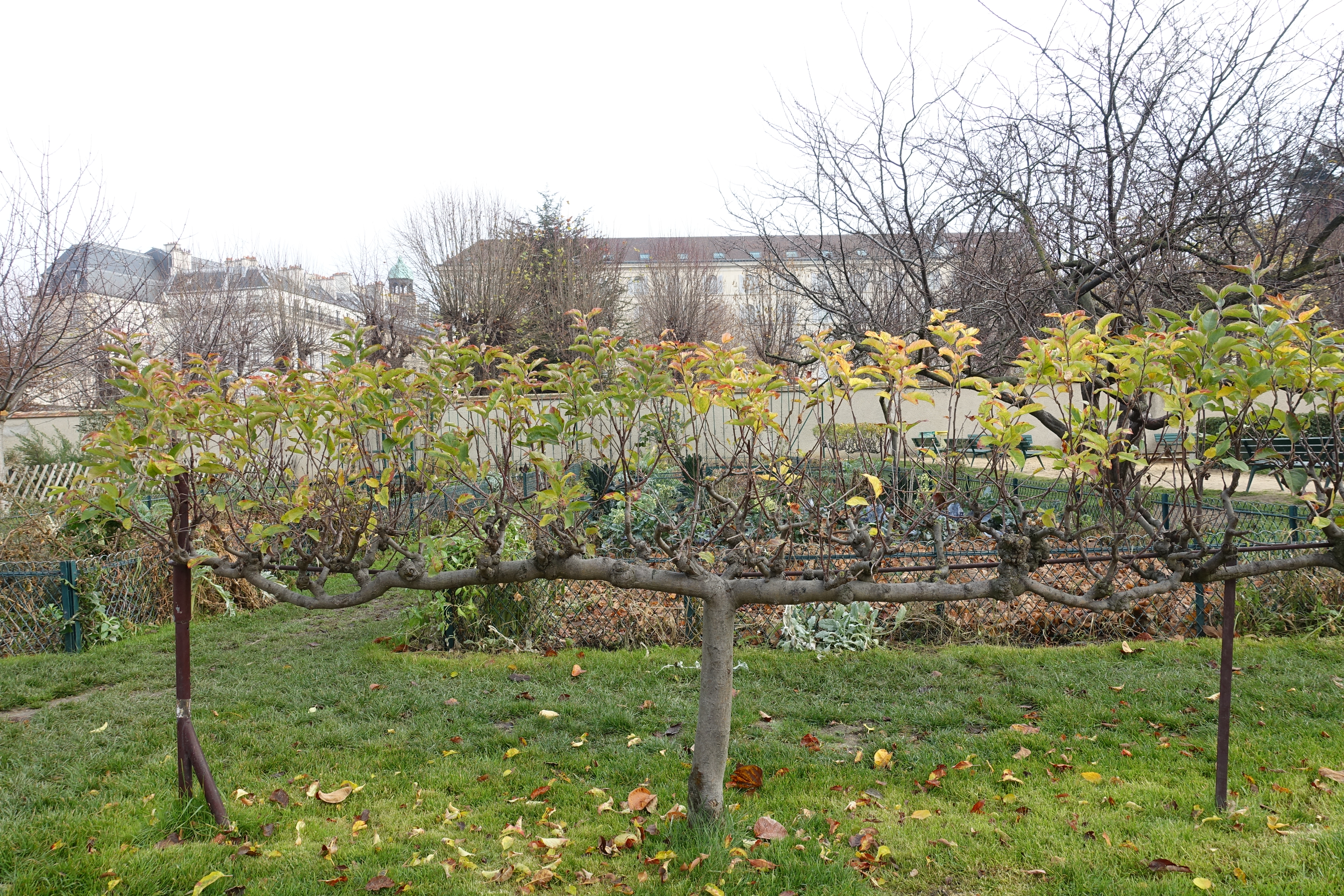
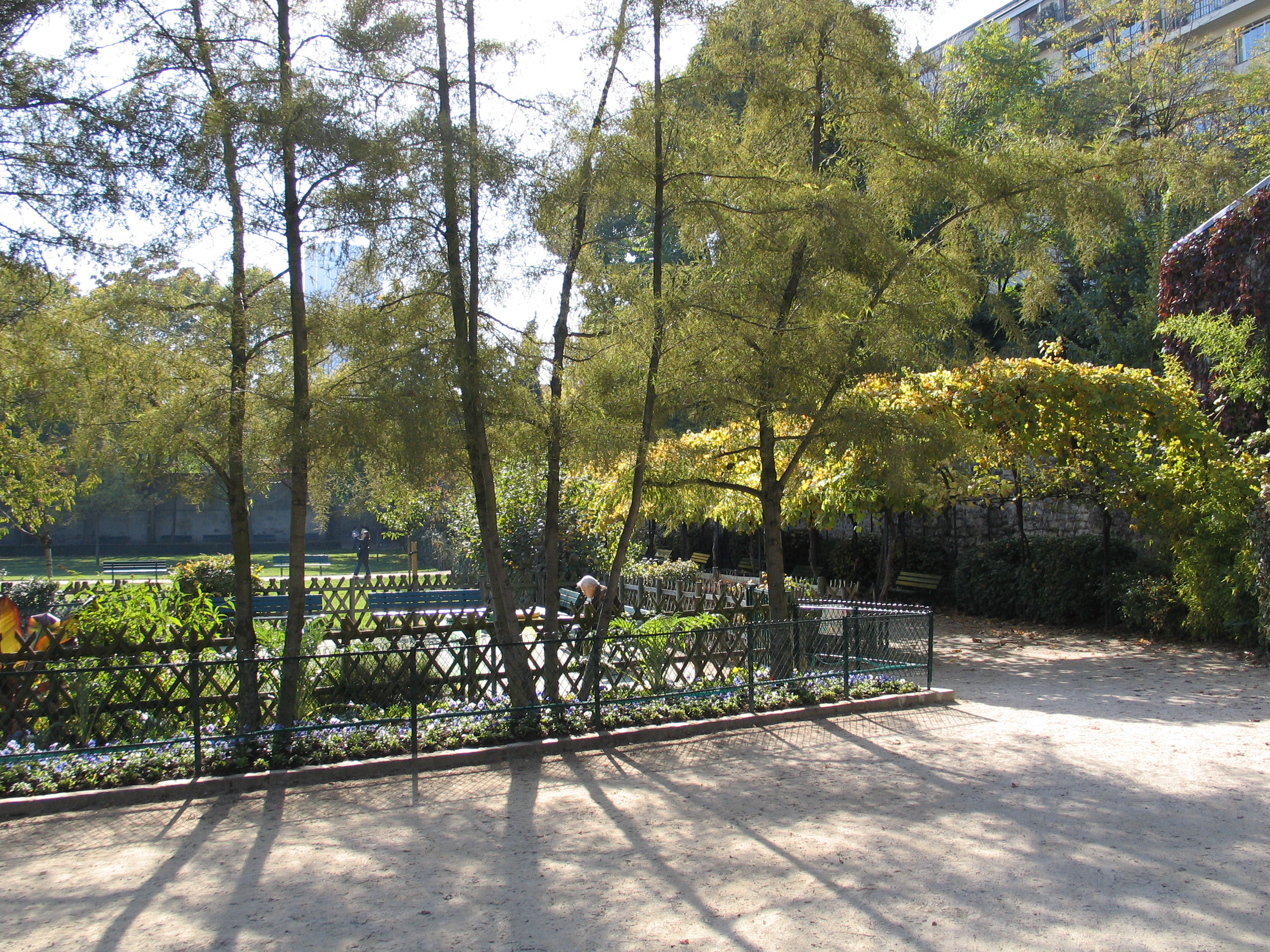
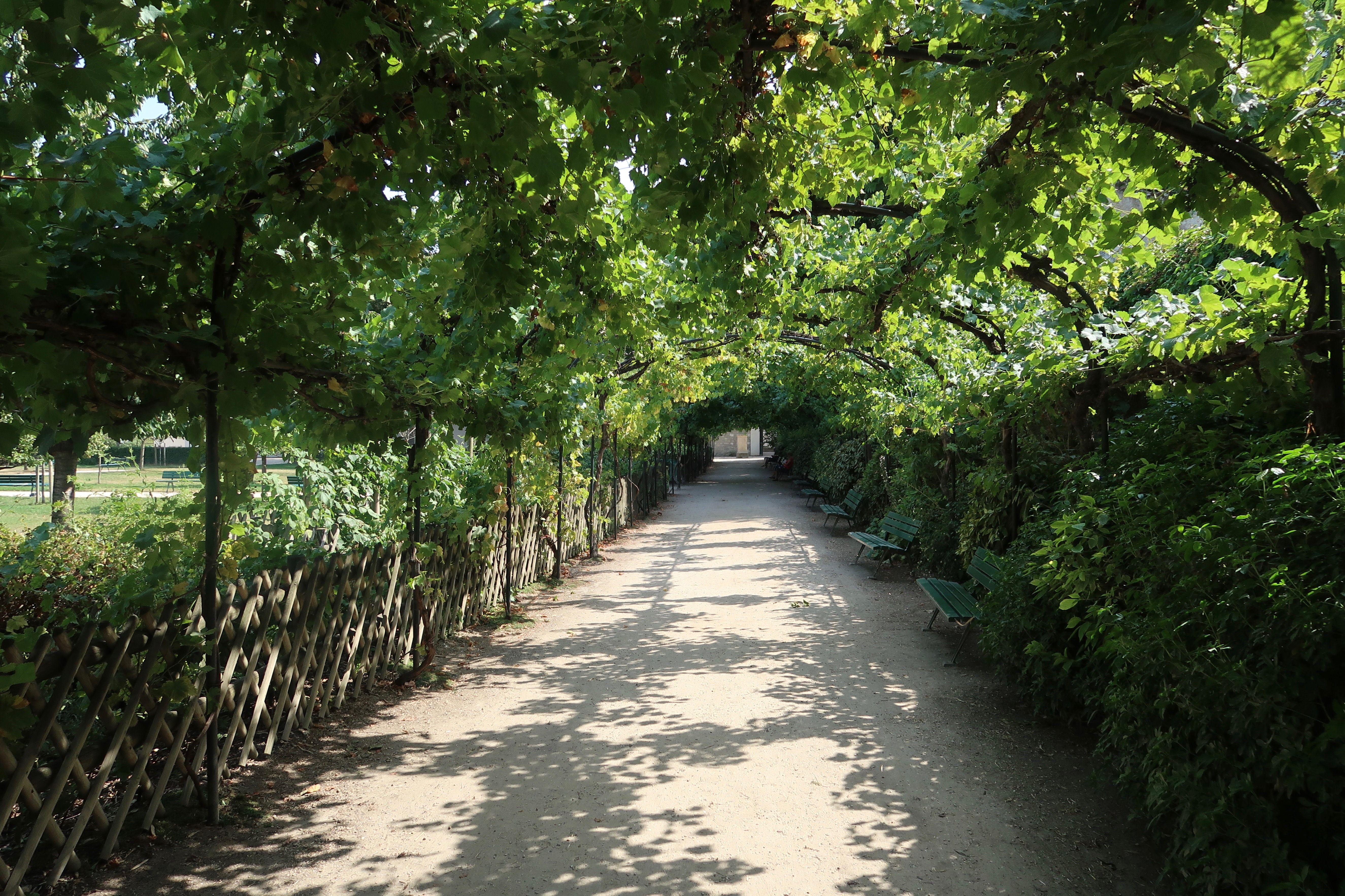
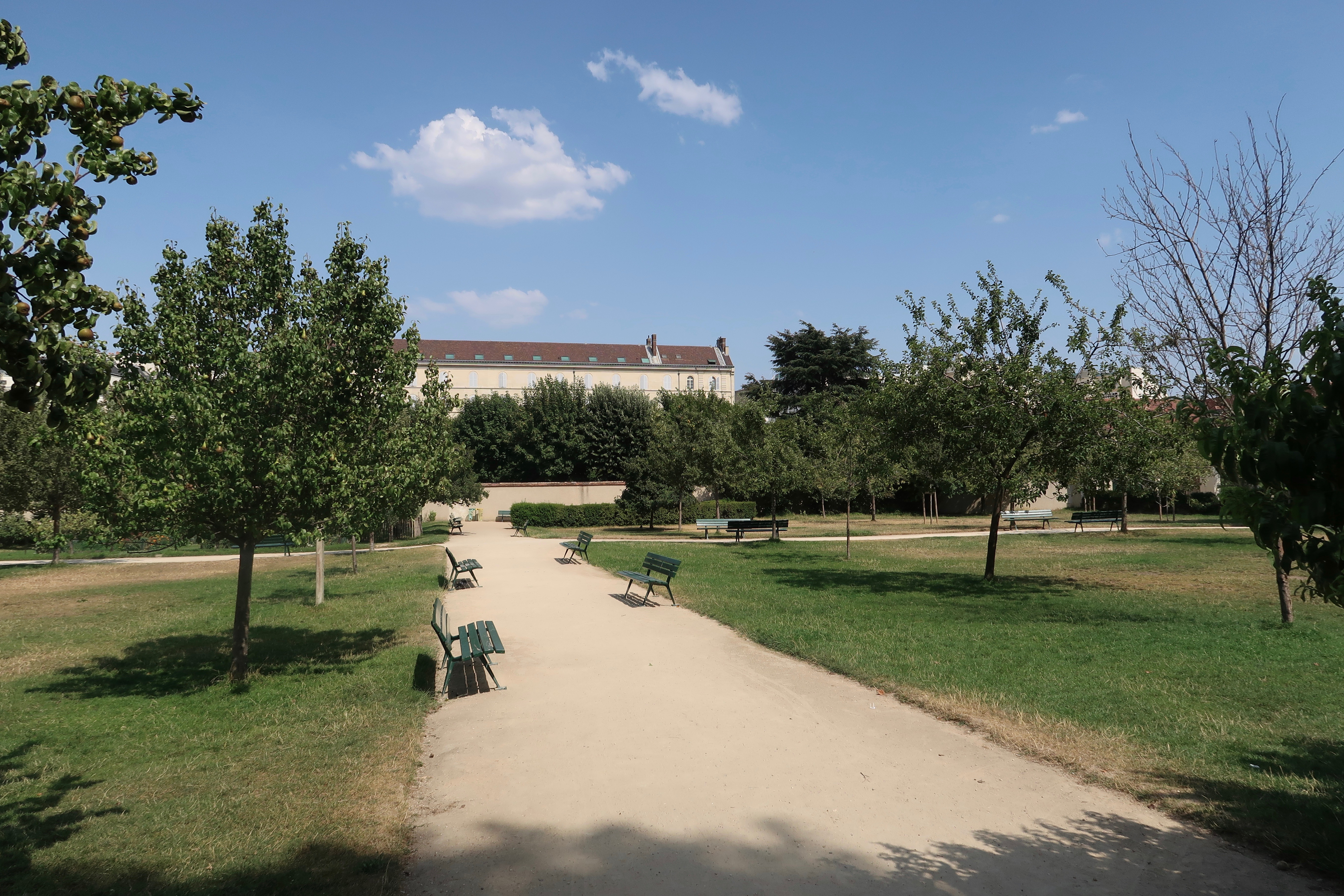
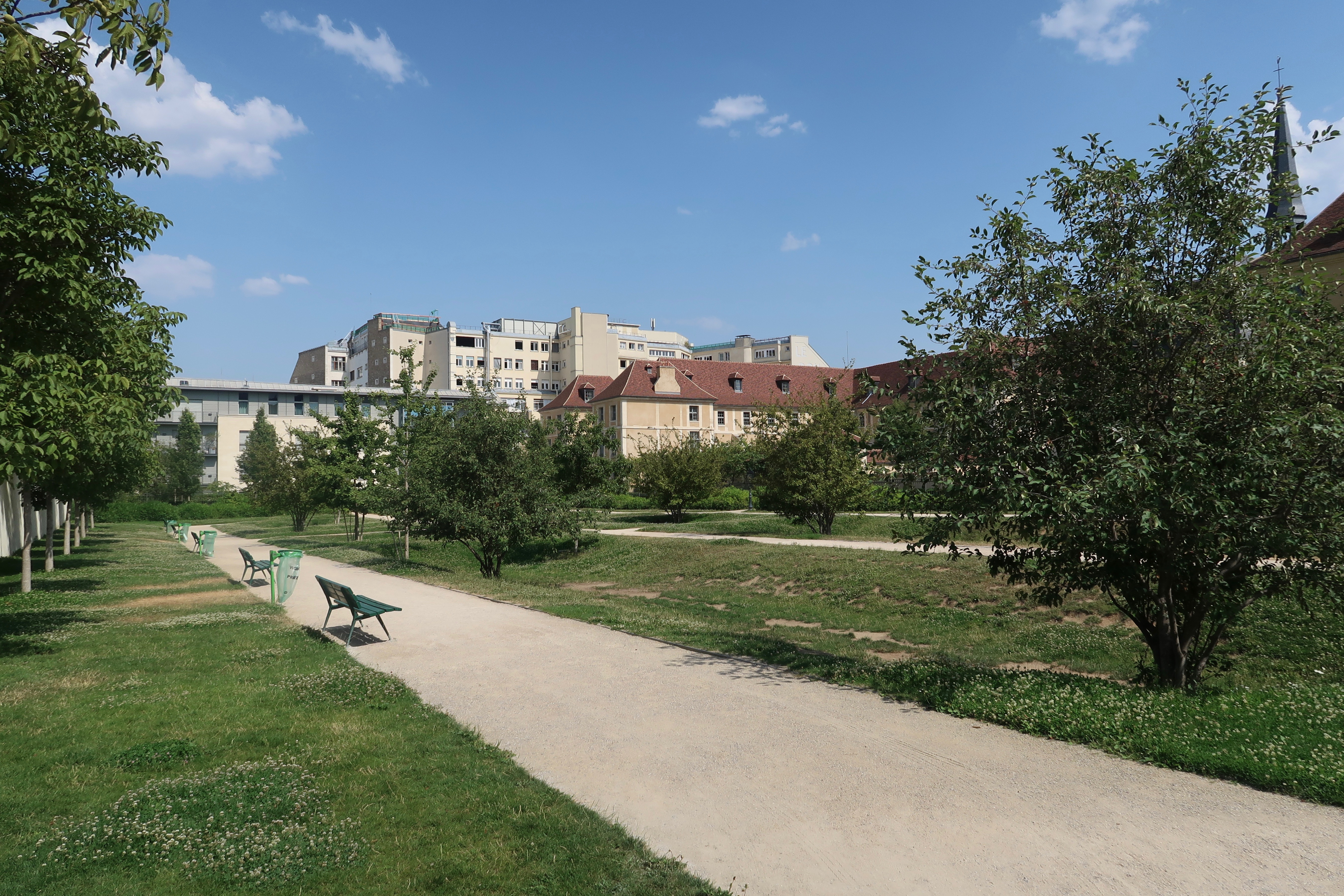

Seit dem Jahr 2000 gibt es einen Zugang zum Gemüsegarten des Hôpital Laennec de Paris.